# 2013年帕拉納克市巴士事故
帕拉納克市巴士事故（英語：Parañaque bus accident）是一起發生於2013年12月16日的交通事故。一台巴士行駛於菲律賓馬尼拉附近的帕拉納克市的南呂宋高速公路（馬尼拉大都會天路）時墜落高架橋下，造成至少22人死亡，20人受傷。

## 事故
事故發生於馬尼拉大都會帕拉納克市早上5時15分左右（當地時區UTC+7），一台巴士從6公尺高的南呂宋高速公路墜下，最後掉落在橋下道路並波及一輛卡車。巴士的20名乘客及貨車裡的兩位民眾身亡，巴士駕駛則倖免於難。

## 調查
事故巴士所屬的唐馬里亞諾交通（英語：Don Mariano Transit）因接受調查被迫中止營業30天。菲律賓運輸及通訊部則對陸上交通特許單位及監管委員會下達指示，停止多恩馬里亞諾交通所擁有的78台巴士繼續行駛。此外，事故駕駛必須接受藥檢。